# Trận Bajaur
Trận Bajaur hay Chiến dịch Sherdil là một chiến dịch quân sự tại vùng Bajaur của Pakistan do bộ binh quân đội của Lục quân Pakistan tiến hành chống lại các lực lượng bộ tộc Taliban. Khu vực Bajaur nằm dưới sự kiểm soát của Taliban từ đầu năm 2007, và được cho là trung tâm chỉ huy chính của Al-Qaeda cho các chiến dịch tại Đông Bắc Afghanistan, kể cả tỉnh Kunar.. Bajaur sau đó không còn bóng dáng của Taliban .

## Bối cảnh
Pakistan bị áp lực của Hoa Kỳ là phải có biện pháp trấn áp thành phần phiến quân trong những khu vực sinh sống của bộ tộc, nơi họ dùng làm bàn đạp để vượt biên giới mở ra các cuộc tấn công vào quân đội chính phủ Afghanistan và quân NATO. Cuộc hành quân ở Bajur diễn ra sau khi phiến quân mở cuộc tấn công vào một tiền đồn chính phủ ngày 6 tháng 8. Có 25 phiến quân và 2 binh sĩ chính phủ thiệt mạng trong cuộc giao tranh này.

## Chiến dịch Sherdil
Ngày 10 tháng 8, Quân đội Pakistan oanh tạc một số nhà cửa trong vùng sinh sống của bộ tộc gần biên giới Afghanistan, trong khi các cuộc giao tranh trong những ngày vừa qua làm ít nhất 100 phiến quân và chín binh sĩ chính phủ thiệt mạng. Có rất ít tin tức được loan báo về cuộc hành quân ở Bajur, một nơi được coi là cứ địa vững vàng của phiến quân và cũng là nơi tình nghi thành phần lãnh đạo của al-Qaeda là Osama bin Laden và Ayman al-Zawahri dùng làm nơi ẩn náu.
Sardar Khan, một viên chức cảnh sát địa phương, nói rằng hai đợt oanh tạc phá hủy khoảng 40 căn nhà tại một số làng mạc. Bom cũng rơi trúng một căn nhà của các tay súng Taliban tại Loi Sam (còn viết là Loyesam hay Loisam), ngôi làng được coi là một trong những mục tiêu chính của cuộc hành quân. Dân làng nói các oanh tạc cơ và trực thăng võ trang của chính phủ thả bom và bắn phá vào các vị trí tình nghi là của Taliban. Trong khi đó, tại Khar, thủ phủ của Bajur, phiến quân Taliban gia tăng tuần tiễu và hệ thống phòng thủ trên các ngả đường dẫn vào nơi này với súng phóng lựu, đại liên và, ở một số nơi, có cả súng cao xạ.